# Національний архів (Бразилія)
22°54′23″ пд. ш. 43°11′27″ зх. д. / 22.906523° пд. ш. 43.190743° зх. д.
Національний архів Бразилії є центральним елементом системи управління файлами (SIGA) у Бразилії. Він був створений 2 січня 1838 року і розташований в Ріо-де-Жанейро. Відповідно до Закону про архіви (Закон 8.159) від 8 січня 1991 року, він зобов'язаний організовувати, зберігати, зберігати, надавати доступ та розкривати документальну спадщину федерального уряду, служачи державі та громадянам. 
Колекція Національного архіву містить 55 км текстових документів; 2 240 000 фотографій та негативів; 27 000 ілюстрацій, мультфільмів; 75 000 карт і планів; 7000 дисків та 2000 магнітних звукових стрічок; 90 000 рулонів плівки та 12 000 відеокліпів. Вона також має бібліотеку, що спеціалізується на історії, архівах, інформаційних технологіях, адміністративному праві та державному управлінні, з близько 43 000 книг і книг, 900 газет та 6300 рідкісних творів.